# من یک قاتل سریالی نیستم
من یک قاتل سریالی نیستم (انگلیسی: I Am Not a Serial Killer) یک فیلم ایرلندی به کارگردانی بیلی اوبرایان است که در سال ۲۰۱۶ منتشر شد.